# Sidodadi (Kejuruan Muda)
Sidodadi is een bestuurslaag in het regentschap Aceh Tamiang van de provincie Atjeh, Indonesië. Sidodadi telt 1334 inwoners (volkstelling 2010).